# Srilankamys ohiensis
Srilankamys ohiensis é uma espécie de roedor da família Muridae. É a única espécie do género Srilankamys.
Apenas pode ser encontrada no Sri Lanka.